# 일곱 번의 기회

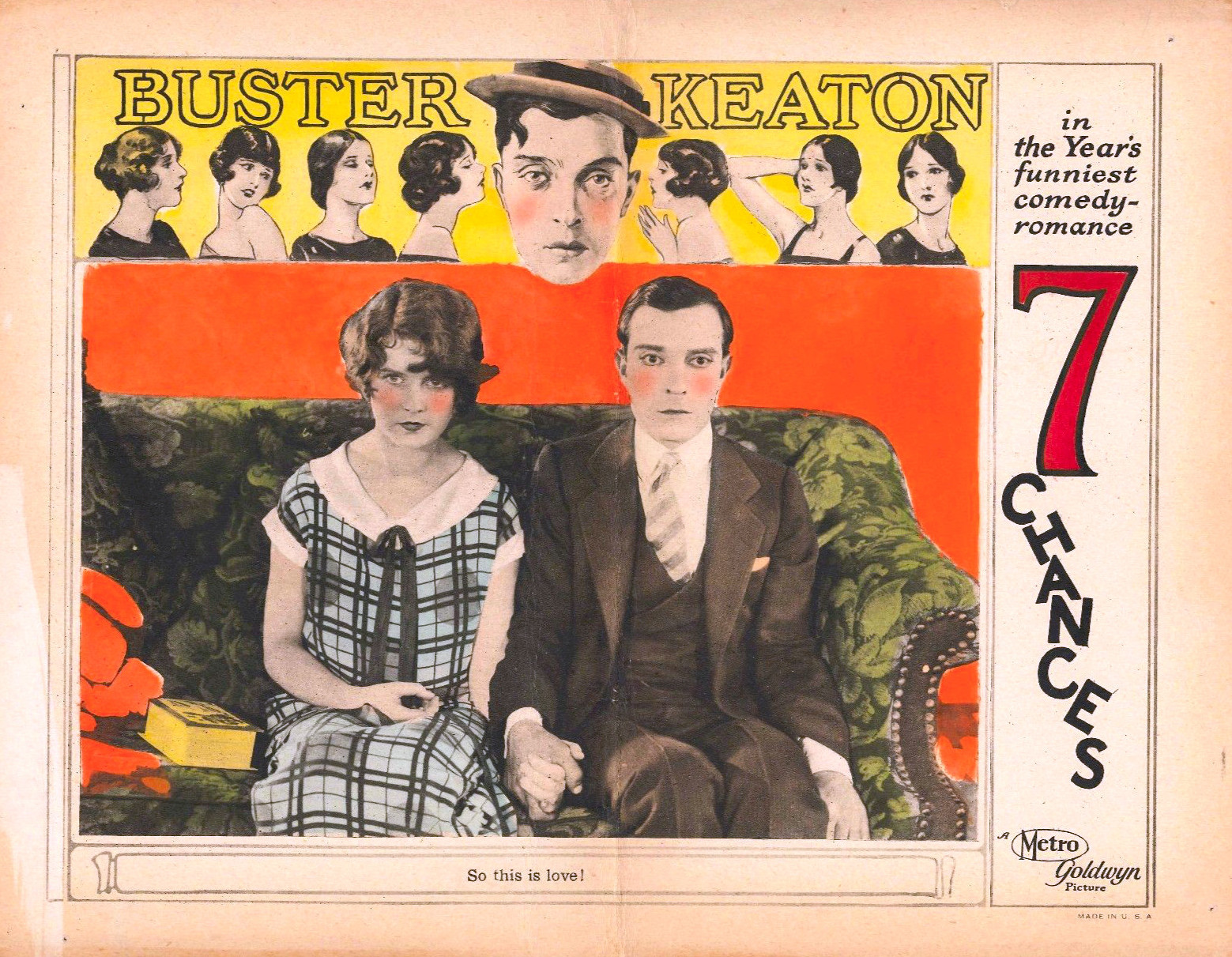

《일곱 번의 기회》(Seven Chances)는 1925년 개봉된 버스터 키튼 감독 및 출연의 코미디 영화이다. 이 영화는 키튼의 영화 중에서 대표작으로 꼽히는 작품으로 한 신사가 7시까지 결혼을 해야 유산을 상속받을 수 있다는 내용을 담고 있다.

## 출연

### 주연
- 버스터 키튼

### 조연
- T. 로이 반스
- 스니츠 에드워즈
- 어윈 코넬리
- 줄스 코리스

## 같이 보기
- 버스터 키턴의 작품 목록